# INaturalist
iNaturalist là mạng xã hội dành cho các nhà tự nhiên học, nhà khoa học công dân và nhà sinh vật học, được xây dựng dựa trên việc lập bản đồ và chia sẻ những quan sát, hiểu biết về đa dạng sinh học trên toàn cầu. iNaturalist có thể được truy cập trên trang web hoặc từ các ứng dụng di động trên nền tảng iOS và Android.
iNaturalist tự mô tả mình là "nơi mọi người chia sẻ thông tin đa dạng sinh học để giúp nhau tìm hiểu về tự nhiên", với mục tiêu chính là kết nối con người với thiên nhiên.